# Nighat Abbass
Pour les articles homonymes, voir Abbass.
Nighat Abbass (née le 13 mai 1994) est une femme politique indienne et une activiste sociale de Delhi, en Inde,,. Elle est actuellement membre et porte-parole du Bharatiya Janata Party. Elle a déposé une pétition auprès de la Haute Cour de Delhi pour l'élaboration d'un code civil uniforme en Inde,,,.